# 4ever (Prince)
4Ever è un album di raccolta del cantautore statunitense Prince, pubblicato il 22 novembre 2016 da NPG Records e dalla Warner Bros. Records.
Si tratta della prima pubblicazione dopo la morte dell'artista, avvenuta il 21 aprile 2016.

## Tracce
Tutte le tracce sono state scritte da Prince, eccetto dove indicato.

### Disco 1
1. 1999 (single version) – 3:38
2. Little Red Corvette (single version) – 3:08
3. When Doves Cry (single version) – 3:48
4. Let's Go Crazy (single version) – 3:50
5. Raspberry Beret – 3:35
6. I Wanna Be Your Lover (single version) – 3:00
7. Soft and Wet (Prince, Chris Moon) – 3:05
8. Why You Wanna Treat Me So Bad? – 3:50
9. Uptown (single version) – 4:12
10. When You Were Mine – 3:45
11. Head – 4:45
12. Gotta Stop (Messin' About) – 2:57
13. Controversy (single version) – 3:39
14. Let's Work (single version) – 3:04
15. Delirious (single version) – 2:41
16. I Would Die 4 U (single version) – 3:00
17. Take Me with U (single version) – 3:44
18. Paisley Park – 4:45
19. Pop Life – 3:45
20. Purple Rain – 8:42

### Disco 2
1. Kiss (single version) – 3:46
2. Sign o' the Times (single version) – 3:43
3. Alphabet St. (single version) – 2:26
4. Batdance (single version) – 4:07
5. Thieves in the Temple – 3:21
6. Cream – 4:13
7. Mountains – 4:00 (Prince, Lisa Coleman, Wendy Melvoin)
8. Girls & Boys (single version) – 3:28
9. If I Was Your Girlfriend (single version) – 3:46
10. U Got the Look – 3:47
11. I Could Never Take the Place of Your Man (single version) – 3:41
12. Glam Slam (single version) – 3:30
13. Moonbeam Levels – 4:06
14. Diamonds and Pearls (single version) – 4:20
15. Gett Off – 4:34
16. Sexy MF – 5:26 (Prince, Levi Seacer Jr., Tony M.)
17. My Name Is Prince (single version) – 4:04 (Prince, Tony M.)
18. 7 (single version) – 4:23 (Prince, Lowell Fulsom, Jimmy McCracklin)
19. Peach – 3:48
20. Nothing Compares 2 U – 4:57